# Nguyễn Văn Quyền (quan nhà Nguyễn)
Nguyễn Văn Quyền (阮文涓; ?-1835), là võ quan nhà Nguyễn trong lịch sử Việt Nam. Ông chính là người trực tiếp dẫn quân đi vây bắt Nông Văn Vân, và cũng là người ra lệnh đốt rừng Thẩm Pát ở Tuyên Quang, làm vị thủ lĩnh này bị thiêu chết.

## Sự nghiệp
Nguyễn Văn Quyền là người ở huyện Bình An, tỉnh Biên Hòa; nay là quận Thủ Đức, Thành phố Hồ Chí Minh. Thân thế ông không rõ, chỉ biết vào năm Giáp Dần (1794), ông được bổ vào ngạch quân Thần Sách của chúa Nguyễn Phúc Ánh (vua Gia Long sau này), lần lượt thăng đến Phó Vệ úy, khâm sai Cai cơ.
Minh Mạng năm thứ nhất (1820), thăng ông làm Vệ úy vệ Tiền nhị quân Thị trung, Vệ úy Nội vệ ở thuộc nội, kiêm quản các đội túc trực vệ Cẩm y ở kinh thành Huế. Năm 1825, thăng ông làm Chưởng cơ, nhưng vẫn giữ nhiệm vụ cũ. Năm 1827, phái ông đi Nam Định đánh quân "thổ phỉ" (chữ trong sử nhà Nguyễn), thắng trận liên tiếp, được thưởng quân công kỷ lục. Năm 1828, thăng ông làm Thự Thống chế, rồi sai đi Gia Định lo việc thao diễn quân. Năm 1831, cử ông đi làm Trấn thủ kiêm đê chính tỉnh Hải Dương. Ít lâu sau, vì đê vỡ, ông bị mất chức.
Năm 1833, cho ông khởi phục chức Phó Vệ úy, lĩnh thủy sư tỉnh Hà Nội, để theo Đề đốc quân vụ Phạm Văn Lý đi đánh giải vây thành tỉnh Hưng Hóa. Tháng 7 (âm lịch) năm đó, Nông Văn Vân là Tri châu châu Bảo Lạc (Tuyên Quang), tuyên bố chống Nguyễn, rồi dẫn quân đi vây hãm thành tỉnh Tuyên Quang. Lập tức, vua Minh Mạng sung Nguyễn Văn Quyền làm Lãnh binh tỉnh Tuyên Quang, để hiệp với tướng Lê Văn Đức đốc quân đi đánh giải vây cho tòa thành này. Thành công, ông lại được thưởng quân công kỷ lục.
Năm Minh Mạng thứ 15 (1835), Nguyễn Văn Quyền đem quân đánh nhau với quân của Nông Văn Vân. Vì khinh địch, đánh thua, ông bị cách chức. Song xét chiến công cũ, nhà vua cho ông khởi phục chức Phó Vệ úy, rồi Vệ úy, lại sung chức Lãnh binh tỉnh Tuyên Quang, để đi theo Thống súy Lê Văn Đức và Tham tán Phạm Văn Điển lo việc đánh dẹp cuộc nổi dậy của Nông Văn Vân.
Tháng 3 (âm lịch) năm 1835, Nông Tịnh Hòa, một chỉ huy trong đội quân nổi dậy ra đầu thú, rồi khai ra chỗ ẩn của thủ lĩnh Nông Văn Vân. Kể lại đoạn thủ lĩnh Vân bị diệt, sách Đại Nam chính biên liệt truyện chép:
...Tên ra thú là Nông Tịnh Hòa dò được thực đi báo nơi quân thứ, Lê Văn Đức và Phạm Văn Điển tức thì phái Vệ úy Nguyễn Văn Quyền đem hơn ngàn binh dũng tới ngay vây bắt...Sợ (Nông Văn) Vân trốn thoát, (Nguyễn Văn) Quyền cho phóng hỏa đốt cả bốn mặt,...(Nông Văn) Vân ở trong lỗ đá chui ra chết về lửa rơi nằm bên cạnh núi, bên cạnh mình có một đĩnh lớn vàng và kèm theo một lưỡi dao bằng bạc mạ vàng. Bọn (Lê Văn) Đức cho đệ lá hồng kỳ chạy như bay về báo tiệp và đóng hòm đầu Vân đưa dâng, ….
Xét công lao, ông được thưởng kim tiền, nhẫn vàng; nhưng khi đem quân về thì lâm bệnh mất "vì xông pha nơi lam chướng, nhọc mệt đã lâu ngày" . Thương tiếc, vua Minh Mạng cho trụy tặng hàm Thống chế, và cấp cho tiền tuất. 

## Sách tham khảo
- Quốc sử quán triều Nguyễn, Đại Nam chính biên liệt truyện (Quyển thứ 15, truyện "Nguyễn Văn Quyền"). Nhà xuất bản Văn học, 2004.
- Quốc sử quán triều Nguyễn, Quốc triều sử toát yếu (phần Chính biên). Nhà xuất bản Văn học, 2002.